# Station Goldenstedt (Oldb)
Station Goldenstedt (Oldb) (Bahnhof Goldenstedt (Oldb)) is een spoorwegstation in de Duitse plaats Goldenstedt, in de deelstaat Nedersaksen. Het station ligt aan de spoorlijn Delmenhorst - Hesepe. Het station telt één perronspoor. Op het station stoppen alleen treinen van de NordWestBahn.

## Treinverbindingen
De volgende treinserie doet station Goldenstedt (Oldb) aan:
| Serie | Treinsoort                  | Route                                                                             | Bijzonderheden |
| ----- | --------------------------- | --------------------------------------------------------------------------------- | -------------- |
| RB 58 | Regionalbahn (NordWestBahn) | Osnabrück Hbf – Bramsche – Vechta – Goldenstedt (Oldb) – Delmenhorst – Bremen Hbf | Der Bramscher  |